# Следствие ведут ЗнаТоКи. Шантаж

Кадр из фильма.
Шантажист — А. Джигарханян, Кибрит — Э. Леждей

«Следствие ведут ЗнаТоКи. Шантаж» — детективный телефильм 1972 года, 6-й в серии фильмов «Следствие ведут ЗнаТоКи».

## Сюжет
Начало истории отсылает к четвёртому фильму серии («Повинную голову…»). Прошёл год, Знаменский наведывается в колонию, где отбывает срок осуждённый за хищение директор ресторана Кудряшов. Знаменского интересует, у кого Кудряшов покупал драгоценности для помещения капитала. Кудряшов, получивший 12 лет колонии, не видит смысла скрывать поставщика, имя которого на следствии утаил. В результате за спекуляцию драгоценностями арестован сотрудник скупочного пункта Борис Миркин. В ходе допросов Знаменский убеждается, что Миркин не спекулянт-одиночка, а связан с другими подпольными дельцами. Кроме того, при помощи экспертизы установлено, что через руки Миркина проходили не только ювелирные изделия, но и золотой песок.
Тем временем в Москву из Магадана с грузом краденого «шлиха» прибывает курьер подпольной сети сбытчиков золота. Его московский контрагент по кличке Чистодел сообщает неприятную новость: цепочка сбыта прервалась, следующим звеном в ней был арестованный Миркин, его связей Чистодел не знает, а своих денег у Чистодела нет. Курьер понимает, что экспертиза неизбежно покажет причастность Миркина к операциям с золотым песком, что чревато провалом всей сети. Тогда он выясняет, что проводить экспертизу будет Зинаида Кибрит, заявляется к ней домой и требует фальсифицировать экспертное заключение, угрожая в противном случае расправиться с её племянником-подростком. Зинаида, сохранив самообладание, делает вид, что соглашается. Вместо племянника она отдает шантажисту в залог секретные служебные документы, которые она якобы взяла домой (на самом деле — учебные материалы для курсантов), и немедленно сообщает о происшествии Знаменскому и Томину.
Главная задача курьера — как можно быстрее найти покупателя золота, так как вернуться на прииск без денег для него означает немедленную расправу. Он является к престарелой соседке Миркина по коммунальной квартире Антонине Валерьяновне Праховой, представляется сотрудником угрозыска и расспрашивает о круге знакомых Миркина. Прахова оказывается вовсе не бестолковой и болтливой старухой, какой кажется вначале. Она легко разоблачает самозванца. Курьер с удивлением узнаёт, что пришёл точно по адресу: Миркин работал на Прахову. Сделка совершается, Чистодел пытается требовать свои комиссионные, но он уже стал лишним. Курьер убивает его и отправляется в обратный путь.
Следствие тоже выходит на Прахову: Знаменскому удаётся убедить Миркина дать показания о своём канале сбыта золота и драгоценностей, а Томин с Токаревым оперативным путём получают сведения о её встрече с курьером. Обыск у Праховой даёт неопровержимые улики. Приметы курьера-шантажиста сообщают экипажам самолётов, вылетевших из Москвы на восток, преступника опознают среди пассажиров хабаровского рейса, и на земле ему готовят встречу.

## Роли и исполнители
- Георгий Мартынюк — Знаменский
- Леонид Каневский — Томин
- Эльза Леждей — Кибрит
- Александр Кайдановский — Борис Миркин
- Эмилия Мильтон — Антонина Валерьяновна Прахова
- Армен Джигарханян — шантажист
- Валентин Абрамов — Чистодел
- Анатолий Грачёв — Токарев
- Валентина Березуцкая — Настя
- Леонид Броневой — Кудряшов
- Семён Соколовский — полковник Скопин
- Светлана Брагарник — соседка Чистодела

В роли племянника Сережи снялся сын Э. Леждей — Алексей Наумов.

## Отзывы
Киновед Виктор Дёмин отмечал «отличные роли А. Джигарханяна и Э. Мильтон».
Кинокритик Нея Зоркая писала:

«Механизм может подчинять своей работе сразу два дела, и схема оказывается продолженной („Повинная голова“ и „Шантаж“). Всё началось с малосущественного нарушения рецептуры в выпечке эклеров и булочек, Маслова, заведующая кондитерским цехом ресторана „Ангара“, хорошая, в общем-то, женщина, подозревается в хищениях. Нить следствия тянется к заместителю директора Кудряшову, а далее, перекинувшись в серию „Шантаж“, бежит вверх, к спекулянту Миркину и страшной старухе Праховой с браунингом в руках и золотым песком в тайнике, к опасной уголовной банде, орудующей уже в масштабах страны, от столицы до золотых приисков близ Магадана».

Алексей Самохвалов относил фильм к классике отечественного теледетектива:

«К рубежу 1960—1970 годов относится и творчество сценариста Александра Лаврова, одного из соавторов цикла „Следствие ведут знатоки“, два фильма из которых „Шантаж“ и „Побег“ можно уверенно отнести к классике отечественного телевизионного детектива, как и фильмы по сценариям Аркадия Вайнера, в числе которых „Место встречи изменить нельзя“ и „Визит к Минотавру“».